# 艾爾文·索伯
艾爾文·索伯（英語：Irwin Sobel，1940年9月12日—）是一名美國計算機科學家，因提出用於圖像處理的索伯算子而知名。

## 生平
索伯出生於紐約市。他於1961年畢業於麻省理工學院，並在史丹佛大學人工智能實驗室（SAIL）進行博士研究，論文主題為《照相機模型和機器感知》。他的大部分職業生涯都在惠普實驗室度過。

## 索伯算子
1968年，索伯在SAIL發表了題為「一個各向同性的3x3圖像梯度算子」的演講；這個方法被稱為索伯算子。由於它是與同樣在SAIL的同事蓋瑞·費爾德曼共同開發，所以稱索伯-費爾德曼算子更為合適。